# Harkabúz
Harkabúz (lengyelül Harkabuz; kiejtése: [xarˈkabus], korábban Horna Orawka [ˈxɔrna ɔˈrafka]) falu Lengyelországban, a Kis-lengyelországi vajdaság Nowy Targ-i járásához tartozó Czarny Dunajec községben.

## Fekvése
Jablonkától 12 km-re északkeletre fekszik.

## Nevének eredete
Neve egy középkori gyalogsági fegyver, az arkabúza nevéből származik.

## Története
A falut Lanckorona és Kalwaria Zebrzydowska környékéről ide menekült lengyelek alapították. Fa haranglába 18. századi.
A 18. század végén Vályi András így ír róla: „HARKABUSZ. Tót falu Árva Várm. földes Ura a’ Kir. Kamara, lakosai katolikusok, fekszik a’ Jablonkai járásban, Tersztenátol 6 órányira van, határja sovány.”
Fényes Elek 1851-ben kiadott geográfiai szótárában így ír a faluról: „Harkabuz, tót falu, Árva vmegyében, 431 kath. lak. 13 1/8 sessio. F. u. az árvai uradalom. Ut. p. Rosenberg.”
A trianoni diktátumot megelőzően Árva vármegye Trsztenai járásához tartozott.
1918 után az újonnan megalakult Csehszlovák és Lengyel állam egyaránt igényt tartott rá, végül az utóbbi kapta meg, ahol a Krakkói, illetve Kis-lengyelországi vajdasághoz tartozott. A második világháború alatt, amikor Lengyelország nagy része német megszállás alatt állt, Szlovákiához került (1939 és 1944 között), a háború után visszatért Lengyelországhoz. 1975 és 1998 között pedig – amikor a vajdaságok sokkal kisebbek voltak – az Újszandeci (Nowy Sącz-i) vajdasághoz kötötték. 

## Népessége
1910-ben 317, túlnyomórészt lengyel lakosa volt.
Ma 500 lengyel lakosa van.